# Pallacanestro Femminile Schio 2011-2012
Questa voce raccoglie le informazioni riguardanti la Famila Wüber Schio nelle competizioni ufficiali della stagione 2011-2012.

## Stagione
La stagione 2011-2012 è stata la ventesima consecutiva che la squadra scledense ha disputato in Serie A1.

## Verdetti stagionali
Competizioni nazionali
- Serie A1: (32 partite)

stagione regolare: 2º posto su 12 squadre (18-4);
play-off: finale persa contro Taranto (0-3).
- Coppa Italia: (4 partite)

finale persa contro Taranto.
- Supercoppa italiana: (1 partita)

gara vinta contro Umbertide (67-49).
Competizioni europee
- EuroLega: (19 partite)

stagione regolare: 4º posto su 7 squadre nel gruppo B (6-6);
finale settimo posto vinta contro Wisła Can-Pack Cracovia.

## Roster
|    | Naz.                   | Ruolo | Sportivo            | Anno | Alt. |  |       |
| -- | ---------------------- | ----- | ------------------- | ---- | ---- |  | ----- |
| *  | Italia (bandiera)      | C     | Giovanna Agyapong   | 1992 | 190  |  |       |
| 0  | Slovacchia (bandiera)  | PG    | Ivana Jalčová       | 1983 | 183  |  | [ 1 ] |
| 4  | Italia (bandiera)      | PG    | Chiara Consolini    | 1988 | 182  |  |       |
| 6  | Italia (bandiera)      | P     | Chiara Pastore      | 1986 | 172  |  |       |
| 7  | Israele (bandiera)     | PG    | Liron Cohen         | 1982 | 173  |  |       |
| 8  | Stati Uniti (bandiera) | C     | Janel McCarville    | 1982 | 188  |  |       |
| 10 | Slovenia (bandiera)    | A     | Maja Erkič          | 1985 | 183  |  |       |
| 11 | Italia (bandiera)      | GA    | Raffaella Masciadri | 1980 | 185  |  |       |
| 12 | Italia (bandiera)      | A     | Emanuela Ramon      | 1982 | 187  |  |       |
| 13 | Lettonia (bandiera)    | C     | Aija Brumermane     | 1986 | 191  |  |       |
| 14 | Italia (bandiera)      | A     | Eleonora Zanetti    | 1994 | 180  |  |       |
| 15 | Italia (bandiera)      | AC    | Jenifer Nadalin     | 1983 | 187  |  |       |
| 21 | Stati Uniti (bandiera) | C     | Cheryl Ford         | 1981 | 191  |  |       |
| 25 | Italia (bandiera)      | A     | Laura Macchi        | 1979 | 188  |  |       |